# Holtbiztos tipp
A Holtbiztos tipp (The Dead Pool) című akciófilm az ötödik és egyben utolsó film a Piszkos Harry-sorozatban. Harry Callahan felügyelő szerepében ismét Clint Eastwoodot láthatjuk. A filmet San Franciscóban, Kalifornia államban forgatták. Kisebb szerepekben feltűnik Liam Neeson és az akkor még ismeretlen Jim Carrey is. A filmet 1988-ban mutatták be az amerikai mozik, a kritikusok vegyesen fogadták, egyesek szerint a leggyengébb rész a sorozatban.

## Cselekmény
|  | Alább a cselekmény részletei következnek! |

A hírnév utoléri Harry Callahan felügyelőt (Clint Eastwood), aki börtönbe juttatta Lou Janero maffiavezért. Egy éjszaka Harryt megtámadják Janero emberei, ám a felügyelő könnyen végez mindegyikkel. Ezután új társat kap Al Quan személyében és megbízást a drogos rocksztár, Johnny Squares (Jim Carrey) halálának kivizsgálására.
Nem sokkal ezután egy általa felszámolt rablás áldozatánál Harry talál egy listát, amin több híresség neve is szerepel, köztük ő is. Ez a „Haláltotó”, egy új, bizarr játék, ami során felírnak 8 hírességet és megtippelik halálának idejét. Az nyer, akinek a listájáról a legtöbb híresség hal meg. Peter Swannak (Liam Neeson), Squares klipjének rendezőjének is van egy ilyen listája, ám ő mindent tagad, de ettől még ő az első számú gyanúsított. Ezután Harry találkozik Samantha Walker riporterrel. A nő egy részletes riportot akar csinálni Harryvel, ám a nyomozó visszautasítja a dolgot. Még aznap este megtámadják őket Janero emberei, a felügyelő ismét sikeresen visszaveri a támadást.
Másnap reggel Harry ellátogat a börtönbe Janeróhoz és megfenyegeti, ha valami történik vele, az egyik sittes barátja, akivel kintről levelezik, jön és megöli. Janero megijed, ezért visszavonja az utasítást Callahan megölésére, mi több, még testőröket is küld, akiket felbukkanásukkor Harry támadóknak nézve jól összever.
Közben egy másik hírességet a kocsijában egy, az alá beguruló kis, bombával felszerelt rádió-távirányítású autóval robbantanak fel, miután kitolat a garázsából. A helyszínen a törmelék közt Harry megtalálja a kisautó egyik kerekét, bár akkor még nem tudja hogy került oda.
Callahan segít megoldani egy ügyet, ami során egy Gus Wheeler nevű férfi azt vallja magáról, hogy ő gyilkolta meg a listán szereplő embereket és ezért fel akarja gyújtani magát. Kiderül azonban, a férfi csak ezért mondta ezt, hogy felhívja magára a figyelmet. Véletlenül mégis felgyullad, ám Harry segít rajta. Közben kiderül az is, hogy a valódi gyilkos Harlan Rook, akinek elborult személyisége van, ezért Peter Swannak képzeli magát.
Másnap reggel Callahan és Quan kocsival utaznak, mikor feltűnik egy kis rádió-távirányítású autó, amit Rook irányít. Harrynek eszébe jut a korábban talált kisautókerék és azonnal rájön, mi a helyzet. A gázra lép, sikeresen kicselezi az autót, ám a városon keresztüli kergetőzés végén egy zsákutcába szorul. Megvárja, míg a kisautó begurul a kocsija alá, és utána hirtelen hátramenetbe kapcsol, kocsija így kisebb robbanást szenved, ami során társa, Quan megsebesül. Őt kórházba viszik, Harry kisebb sérülésekkel megússza. Közben Rook Swannak kiadva magát interjút ajánl Samantha Walkernek és egy kikötői raktárba hívja, ahol túszul ejti a nőt.
Callahan elmegy a kikötőben található filmstúdióba. Rook arra kényszeríti Harryt, hogy dobja el a 44-es Magnumját, különben megöli a nőt. Callahan kénytelen ezt megtenni, Rook elveszi a pisztolyt, ezután eszeveszett hajsza kezdődik, Rook közben kilődözi a pisztoly összes golyóját. Harry elbújtatja Samanthát egy szobába, majd tovább menekül Rook elől. A mólón bújik el, Rook követi. Harry megjelenik egy szigonnyal a kezében miután tudatosítja Rookkal, hogy pisztolyából kifogyott a töltény. Harry elsüti a szigonyt és Rook meghal, miután a szigony egy bódé falához szögezi.
A film végén Callahan és Walker távozik a helyszínről, miközben a rendőrök megérkeznek.
|  | Itt a vége a cselekmény részletezésének! |

## Szereposztás
| Szerep                          | Színész               | 1. magyar hang       | 2. magyar hang    | 3. magyar hang    |
| ------------------------------- | --------------------- | -------------------- | ----------------- | ----------------- |
| Harry Callahan felügyelő        | Clint Eastwood        | Perlaki István       | Szokolay Ottó     | Reviczky Gábor    |
| Samantha Walker                 | Patricia Clarkson     | Prókai Annamária     | Balázs Ági        | Farkasinszky Edit |
| Peter Swan                      | Liam Neeson           | Papp János           | Rosta Sándor      | Széles László     |
| Al Quan felügyelő               | Evan C. Kim           | Görög László         | Kassai Károly     | Kerekes József    |
| Harlan Rook (Ed Butler)         | David Hunt            | Zalán János          | Németh Gábor      | Bozsó Péter       |
| Donnelly százados               | Michael Currie        | Gruber Hugó          | Dobránszky Zoltán | Várkonyi András   |
| Ackerman hadnagy                | Michael Goodwin       | Felföldi László      | Cs. Németh Lajos  | Tarján Péter      |
| Patrick Snow                    | Darwin Gillett        | Balázsi Gyula        | Mihályi Győző     | Megyeri János     |
| Lou Janero                      | Anthony Charnota      | Faragó József        | Varga Tamás       | Katona Zoltán     |
| Thomas McSherry kerületi ügyész | Christopher P. Beale  | Barbinek Péter       | Katona Zoltán     | Csuha Lajos       |
| Johnny Squares                  | Jim Carrey            | Bor Zoltán           | Selmeczi Roland   | Csőre Gábor       |
| Jeff Howser                     | Nicholas Love         | Szabó Sipos Barnabás | Kőszegi Ákos      |                   |
| Vicky Owens                     | Maureen McVerry       | Simon Mari           | Roatis Andrea     |                   |
| Molly Fischer, filmkritikus     | Ronnie Claire Edwards | Zsolnay Júlia        | Tímár Éva         | Némedi Mari       |
| Chester Docksteder              | Shawn Elliott         | Botár Endre          | Várkonyi András   | Vizy György       |
| Gus Wheeler                     | Louis Giambalvo       | Dobránszky Zoltán    | Harmath Imre      | Imre István       |
| Nolan Kennard                   | Bill Wattenburg       | Varga Tamás          |                   |                   |

Az 1980-as évek híres rockbandája, a Guns N’ Roses kétszer is feltűnik a filmben. Johnny Squares temetésén a zenekar összes tagja látható (Axl Rose, Slash, Izzy Stradlin, Duff McKagan és Steven Adler), a film egy másik jelenetében pedig Slash azt a szigonyt süti el, amit Harry a film végén ugyancsak használ. A zenekar Welcome to the Jungle című száma a videóklip forgatása alatt és akkor hangzik fel, amikor a gyilkos túszul tartja fogva a riporternőt.

## Az autósüldözés
Callahant San Francisco hegyes utcáin keresztül üldözik a jelöletlen Oldsmobile 98 rendőrautójában egy irányított távolsági bombával, amit Rook kezel. Az autó valójában egy módosított Associated RC10 homokfutó, a tartozékok pedig egy 1963-as Chevrolet Corvette modellből valók. "Jammin'" Jay Halsey világbajnok irányította a modellautót. A hangokat az utómunkálatok során vették fel. A jelenet sok kritikusnak volt ismerős a San Franciscó-i zsaru című filmből, valamint Eastwood elmondta, hogy ez az egyik kedvenc jelenete a filmből.

## Részletek
A kritikai reakciók vegyesek voltak (a Rotten Tomatoes-on 54%-ot kapott). Néhányan azt mondták, hogy jó film volt, főleg az autóüldözéses jelenet sikerült jóra. Roger Ebert filmkritikus csaknem megadta neki a legmagasabb értékelését (3,5 csillag a 4-ből) és azt mondta, hogy pont olyan jó film, mint az első rész.
A film egyik figyelemreméltó szereplője Jim Carrey (a stáblistán James Carrey-ként van feltüntetve), akinek ez volt az egyik első szerepe[forrás?]. Jim Carrey egy Guns N’ Roses számot, a Welcome To The Jungle-t adja elő a forgatáson. Carrey a meghallgatások idején egy Post-Nuclear Elvis Lounge Act című videófelvételt készített. Ez felkeltette a producerek figyelmét, így a színész bekerülhetett a Rózsaszín Cadillac című, következő Eastwood-filmbe is.
Harry Callahan kocsija a filmben egy 1985-ös évjáratú Oldsmobile 98 Regency. A film társírói a Life Extension könyvek szerzői Durk Pearson és Sandy Shaw voltak. Az ő történetük sarkallta Eastwood visszatérését Harry Callahanként. Durk Pearson feltűnik egy kisebb cameo szerepben, ő az, aki a temetési jelenetben Axl Rose mellett áll. A halállistán szereplő nevek valójában azoknak az embereknek a nevei, akik Eastwoodal együtt dolgoztak a filmen (Jack Green operatőr, Michael Cipriano segédvágó, Lloyd Nelson szkript-író és Glenn Wright jelmeztervező). A film rendezője, Buddy Van Horn korábban elvállalt egy kisebb szerepet a Piszkos Harryben, az ugrásos jelenetben. Amikor Al megmutatja Harrynek a halállistát az étteremben, ezeket a neveket olvassa: "Tony Engelhart... Michael Cipriano... Harry Callahan." De a listán a Tony Engedal név szerepel.

## Érdekességek
- A filmben 14 ember hal meg.
- Ez az egyetlen olyan folytatás, ahol említést tesznek a Skorpió nevű gyilkosról, akit Harry az első részben kapott el.
- Ez az egyetlen film a Piszkos Harry-sorozatban, amiben egy Top 10-es dal hallható (Guns N’ Roses: Welcome To The Jungle).  A zenekar tagjai nagy rajongói a sorozatnak, és Harry Callahan karakterének.
- A stáb engedélyt kapott, hogy ismét San Franciscóban forgasson, annak ellenére, hogy sok tüntető tiltakozott a film ellen, mert úgy gondolták, hogy Harry Callahan karaktere nem vet jó fényt a városra.
- Ez az egyetlen Piszkos Harry-film, amiben nem szerepel Albert Popwell. A Piszkos Harryben rablót, a Magnum erejében stricit, Az igazságosztóban Ed Musztafát, az Igazság útjában Horace Kinget játszotta.
- A Liam Neeson által játszott Peter Swan filmrendező munkái közt fellelhető a Time After Time, Cujo, és az It's Alive III: Island of the Alive is.
- A Marvel Comics képregénykiadó egyik figuráját, Deadpoolt erről a filmről nevezték el (a film eredeti címe ugyanis The Dead Pool).
- Frank Miller képregény író/rajzoló a Piszkos Harry-sorozat egyik nagy rajongója, egy interjúban elmondta, hogy neki csalódást okozott a film és ezért írt egy Sin City-történetet, a Yellow Bastardot, amit ő úgy fog fel, hogy neki ez az utolsó Piszkos Harry-film.[5]
- Az első részben szereplő, Skorpiót játszó Andrew Robinson után ebben a részben is felbukkan egy gyakori kardassziai szereplőt alakító színész a Star Trek: Deep Space Nine-ból: a Gul Dukatot alakító Marc Alaimo, aki az egyik Harry által összevert, Janero által megbízott testőr.